# Characella flexibilis
Characella flexibilis är en svampdjursart som beskrevs av Claude Lévi 1993. Characella flexibilis ingår i släktet Characella och familjen Pachastrellidae.
Artens utbredningsområde är Nya Kaledonien. Inga underarter finns listade i Catalogue of Life.